# Chrysolina hyperici
Chrysolina hyperici är en skalbaggsart som först beskrevs av Forster 1771.  Chrysolina hyperici ingår i släktet Chrysolina och familjen bladbaggar. Enligt den svenska rödlistan är arten nära hotad i Sverige. Arten förekommer i Götaland, Gotland och Öland. Artens livsmiljö är jordbrukslandskap, stadsmiljö. Utöver nominatformen finns också underarten C. h. hyperici.

## Bildgalleri

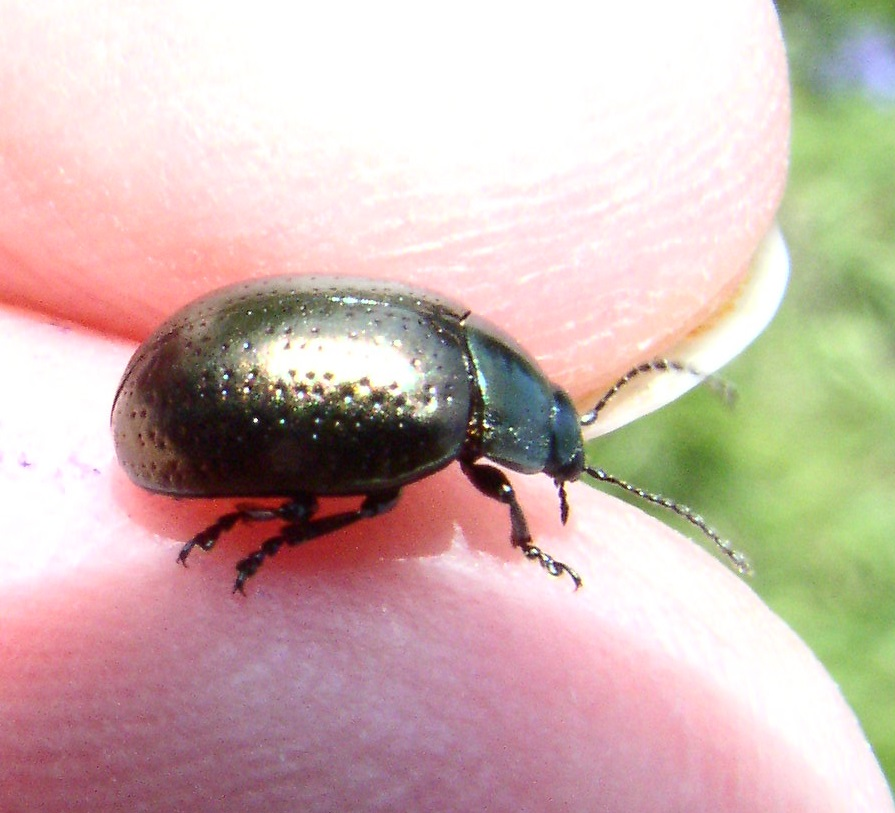